# Phoxocephalopsis zimmeri
Phoxocephalopsis zimmeri is een vlokreeftensoort uit de familie van de Phoxocephalopsidae. De wetenschappelijke naam van de soort is voor het eerst geldig gepubliceerd in 1931 door Schellenberg.